# Bastion Królik
Bastion Królik (niem. Kaninchen) – zabytkowy element XVII-wiecznych fortyfikacji Gdańska w postaci bastionu.

## Położenie
Bastion położony jest na obszarze dzielnicy Śródmieście, a konkretniej na wschodnim krańcu Dolnego Miasta, nad dawną fosą w postaci Opływu Motławy. Od zachodu połączony jest kurtyną z Bastionem Miś. Bastion położony jest na terenie Parku nad Opływem Motławy.

## Charakterystyka
Jeden z czternastu bastionów typu staroholenderskiego, którymi obwarowano dookolnie Gdańsk w latach 1622-1636 oraz jeden z pięciu tego typu obiektów istniejących w Gdańsku do dziś. Posiada konstrukcję dwupoziomową, składa się z wału niskiego i wysokiego. Nie posiadał kazamat w swoim wnętrzu. Obiekt fortyfikacyjny mający postać nasypu ziemnego na planie pięcioboku, pokrytego darnią. Jest najgorzej zachowanym z istniejących gdańskich bastionów. Na początku lat 20. XX wieku przeprowadzono prace ziemne, które zniszczyły kształt wałów ziemnych. Ponadto na obszarze bastionu zbudowano wtedy osiedle robotnicze. Ostatni z ciągu zachowanych bastionów. Był połączony kurtyną od północy z nieistniejącym Bastionem Roggego. 